# كرة قدم الطاولة
كرة قدم الطاولة أو الفِيشَة (في سورية) هي لعبة كرة قدم في الطاولة التي يشارك فيها أربعة لاعبين أو اثنان، واللاعب هو من يمثل الحارس والمدافع ولاعب الوسط والمهاجم.

## حول اللعبة
هي لعبة تحاكي لعبة كرة القدم على الطاولة وعادة ما يتنافس فيها فريقان من لاعبَين أو لاعب لآخر. تتكون الطاولة من أرضية تمثل الملعب، وفي أعلاها تتحرك ثمانية قضبان تدعم الشخصيات الإحدى عشرة لكل فريق يطلق عليها اللاعبون. يمكن لكل جانب تحريك أربعة قضبان:
- قضيب يحمل ثلاثة مهاجمين (يواجهون مدافعَي الخصم)
- قضيب يحمل خمسة لاعبي وسط (يواجهون لاعبي وسط الخصم الخمسة)
- قضيب يحمل مدافعَين (يواجهون مهاجمي الخصم الثلاثة)
- قضيب يدعم حارس المرمى (في الولايات المتحدة، يدعم هذا القضيب أحيانًا ثلاثة لاعبين، خاصة على طاولتي تورنادو ووريور).

## الأسماء الإنكليزية
(بالإنجليزية: Table football)‏ أو (بالإنجليزية: Baby Foot)‏ (نقحرة: بابي فوت) أو (بالإنجليزية: Foosball)‏ (نقحرة: فوسبول)